# Dominic Tabuna

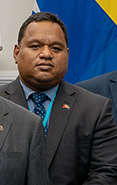
Dominic Tabuna, 2023

Dominic Joselito Tabuna (* 9. August 1980) ist ein nauruanischer Politiker.

## Karriere
Tabuna wurde bei den Parlamentswahlen 2004 ins Parlament gewählt und erhielt den Sitz von Pres Ekwona.
In den Jahren 2007 und 2008 wurde er wiedergewählt, im Jahr 2013 erlitt Tabuna eine Niederlage.
Er war stellvertretender Parlamentspräsident des Parlaments von Nauru, vertrat dort den Yaren-Wahlkreis und war vom 1. Juni bis 4. Juni 2010 Parlamentssprecher des Parlaments.